# Гватемала на Чемпіонаті світу з водних видів спорту 2015
Гватемала взяла участь у Чемпіонаті світу з водних видів спорту 2015, який пройшов у Казані (Росія) від 24 липня до 9 серпня.

## Плавання на відкритій воді
Двоє гватемальських спортсменів кваліфікувалися на змагання з плавального марафону на відкритій воді.
| Спортсмен     | Дисципліна       | Час       | Місце |
| ------------- | ---------------- | --------- | ----- |
| Еміліо Авіла  | 5 км (чоловіки)  | 1:00:31.2 | 41    |
| Еміліо Авіла  | 10 км (чоловіки) | 2:14:15.4 | 66    |
| Сінді Тоскано | 5 км (жінки)     | 1:06:19.2 | 33    |
| Сінді Тоскано | 10 км (жінки)    | 2:16:15.8 | 46    |

## Плавання
Гватемальські плавці виконали кваліфікаційні нормативи в дисциплінах, які наведено в таблиці (не більш як 2 плавці на одну дисципліну за часом нормативу A, і не більш як 1 плавець на одну дисципліну за часом нормативу B):
Чоловіки
| Спортсмен           | Дисципліна       | Попередній заплив | Попередній заплив | Півфінал        | Півфінал        | Фінал           | Фінал           |
| Спортсмен           | Дисципліна       | Час               | Місце             | Час             | Місце           | Час             | Місце           |
| ------------------- | ---------------- | ----------------- | ----------------- | --------------- | --------------- | --------------- | --------------- |
| Луїс Карло Мартінес | 50 м батерфляєм  | 24.20             | 33                | Завершив виступ | Завершив виступ | Завершив виступ | Завершив виступ |
| Луїс Карло Мартінес | 100 м батерфляєм | 52.72             | 25                | Завершив виступ | Завершив виступ | Завершив виступ | Завершив виступ |

Жінки
| Спортсменка     | Дисципліна            | Попередній заплив | Попередній заплив | Півфінал         | Півфінал         | Фінал            | Фінал            |
| Спортсменка     | Дисципліна            | Час               | Місце             | Час              | Місце            | Час              | Місце            |
| --------------- | --------------------- | ----------------- | ----------------- | ---------------- | ---------------- | ---------------- | ---------------- |
| Валері Груест   | 800 м вільним стилем  | 8:39.88           | 20                | Н/Д              | Н/Д              | Завершила виступ | Завершила виступ |
| Валері Груест   | 1500 м вільним стилем | 16:34.81          | 17                | Н/Д              | Н/Д              | Завершила виступ | Завершила виступ |
| Валері Груест   | 200 м батерфляєм      | 2:12.82           | 23                | Завершила виступ | Завершила виступ | Завершила виступ | Завершила виступ |
| Хісела Моралес  | 50 м на спині         | 28.94             | 27                | Завершила виступ | Завершила виступ | Завершила виступ | Завершила виступ |
| Хісела Моралес  | 100 м на спині        | 1:02.09           | 35                | Завершила виступ | Завершила виступ | Завершила виступ | Завершила виступ |
| Хісела Моралес  | 200 м на спині        | 2:12.92           | 23                | Завершила виступ | Завершила виступ | Завершила виступ | Завершила виступ |
| Габріела Сантіс | 400 м вільним стилем  | 4:25.92           | 39                | Н/Д              | Н/Д              | Завершила виступ | Завершила виступ |